# Cristo Rey, Puebla
Cristo Rey är en ort i Mexiko.   Den ligger i kommunen Tehuacán och delstaten Puebla, i den sydöstra delen av landet, 200 km sydost om huvudstaden Mexico City. Cristo Rey ligger 1 708 meter över havet och antalet invånare är 312.
Terrängen runt Cristo Rey är kuperad åt sydost, men åt nordväst är den platt. Runt Cristo Rey är det ganska tätbefolkat, med 108 invånare per kvadratkilometer. Närmaste större samhälle är Tehuacán, 7,9 km öster om Cristo Rey. Trakten runt Cristo Rey består i huvudsak av gräsmarker.